# Daomé nos Jogos Olímpicos
O Daomé (atual Benim) competiu nos Jogos Olímpicos de Verão pela primeira vez nos Jogos Olímpicos de Verão de 1972 em Munique, Alemanha Ocidental.

## Resultados por Evento

### Boxe
Peso Mosca-Ligeiro (– 48 kg)
- Meriga Salou Seriki
  - Primeira Rodada — Perdeu para Said Ahmed El-Ashry (EGY), 0:5

Peso Galo (– 54 kg)
- Leopold Agbazo
  - Primeira Rodada — Perdeu para Abdelaziz Hammi (TUN), 0:5